# 槻川村
槻川村（つきがわむら）は埼玉県の西部、秩父郡に属していた村。

## 地理
- 山岳：大霧山
- 河川：槻川、大内沢川

## 歴史
- 1889年（明治22年）4月1日 町村制施行により、坂本村、皆谷村、白石村、大内沢村が合併し秩父郡槻川村が成立する。
- 1956年（昭和31年）8月1日 大河原村と合併し東秩父村を新設する。